# Sigurd Moen
Sigurd Moen (n. 31 octombrie 1897, Comuna Krødsherad, Buskerud, Norvegia – d. 6 octombrie 1967, Comuna Drammen, Buskerud, Norvegia) a fost un patinator de viteză ce a reprezentat Norvegia, medaliat olimpic. A participat la o ediție a Jocurilor Olimpice (1924) în care a câștigat o medalie de bronz.

## Participări
Lista de mai jos prezintă principalele competiții la care a participat Sigurd Moen de-a lungul carierei.
- Patinaj viteză la Jocurile Olimpice de iarnă din 1924 - 1.500 metri (masculin)